# Verner Järvinen
Venne „Verner” Järvinen (ur. 4 marca 1870 w Juupajoki, zm. 31 stycznia 1941 w Tampere) – fiński lekkoatleta, medalista olimpijski.
Największe sukcesy Järvinen odniósł podczas igrzysk międzyolimpijskich w 1906 w Atenach. Zwyciężył wówczas w rzucie dyskiem w sposób starożytny (grecki), a w konkursie rzutu dyskiem (bez ograniczeń stylu) zajął 3. miejsce. Uczestniczył również w rzucie oszczepem w stylu dowolnym (5. miejsce), pchnięciu kulą i rzucie głazem.
Na igrzyskach olimpijskich w 1908 w Londynie zajął 3. miejsce w rzucie dyskiem sposobem starożytnym i 4. miejsce w rzucie dyskiem. Startował także w rzucie oszczepem stylem dowolnym i w pchnięciu kulą. Na igrzyskach olimpijskich w 1912 w Sztokholmie Järvinen był piętnasty w rzucie dyskiem i dwunasty w rzucie dyskiem oburącz.
Synowie Järvinena byli znanymi lekkoatletami. Wszyscy startowali w igrzyskach olimpijskich. Najstarszy Kalle był kulomiotem, średni Akilles był dwukrotnym wicemistrzem olimpijskim w dziesięcioboju, a najmłodszy Matti mistrzem olimpijskim w rzucie oszczepem.

## Rekordy życiowe
- pchnięcie kulą – 13,93 m (1903)
- rzut dyskiem – 44,84 m (1909)
- rzut oszczepem – 44,25 m (1906)